# La mort n'existe pas
Pour plus de détails, voir Fiche technique et Distribution.
La mort n'existe pas est un film d'animation dramatique franco-québécois réalisé par Félix Dufour-Laperrière, sorti en 2025.
Le film est sélectionné à la Quinzaine des cinéastes du Festival de Cannes 2025.
Un extrait du film a été projeté en tant que travail en cours au Festival international du film d'animation d'Annecy 2024.

## Synopsis
Le film met en scène Hélène, une militante qui abandonne ses collègues après l'échec d'une attaque armée contre une cible fortunée ; isolée dans la nature, elle est hantée par Manon, une ancienne membre du groupe qui la pousse à reconsidérer ses valeurs et ses convictions.

## Fiche technique
- Titre original : La mort n'existe pas[1]
- Réalisation : Félix Dufour-Laperrière
- Scénario : Félix Dufour-Laperrière
- Musique : Jean L'Appeau
- Production : Félix Dufour-Laperrière, Nicolas Dufour-Laperrière (en), Pierre Baussaron, Emmanuel-Alain Raynal (en)
- Sociétés de production : Embuscade Films, Miyu
- Société de distribution : UFO (France)[3]
- Format : couleurs
- Pays de production :  Canada,  France[4]
- Langue originale : français québécois
- Genre : film d'animation dramatique
- Durée : 72 minutes
- Dates de sortie : 
  - France : 15 mai 2025 (Festival de Cannes 2025) ; 1er octobre 2025 (sortie nationale)[3]

## Distribution
- Karelle Tremblay
- Barbara Ulrich
- Zeneb Blanchet
- Mattis Savard-Verhoeven
- Irène Dufour

## Distinctions

### Sélections
- Festival de Cannes 2025 : sélection à la Quinzaine des cinéastes